# Challenger de Puebla 2016
El torneo Abierto de Puebla 2016 es un torneo profesional de tenis. Pertenece al ATP Challenger Series 2016. Se disputará su 15.ª edición sobre superficie dura, en Puebla, México entre el 07 al el 13 de marzo de 2016.

## Jugadores participantes del cuadro de individuales
| Favorito | País                    | Jugador                  | Rank1 | Posición en el torneo |
| -------- | ----------------------- | ------------------------ | ----- | --------------------- |
| 1        | Bandera de Alemania     | Benjamin Becker          | 102   | Semifinales           |
| 2        | Bandera de Túnez        | Malek Jaziri             | 107   | Primera Ronda         |
| 3        | Bandera de Argentina    | Horacio Zeballos         | 113   | Segunda Ronda         |
| 4        | Bandera de Colombia     | Alejandro Falla          | 130   | Primera Ronda         |
| 5        | Bandera de Brasil       | André Ghem               | 153   | Segunda Ronda         |
| 6        | Bandera de España       | Adrián Menéndez-Maceiras | 159   | Primera Ronda         |
| 7        | Bandera del Reino Unido | James Ward               | 169   | Segunda Ronda         |
| 8        | Bandera de Argentina    | Guido Andreozzi          | 180   | Primera Ronda         |

- 1 Se ha tomado en cuenta el ranking del 29 de febrero de 2016.

### Otros participantes
Los siguientes jugadores recibieron una invitación (tenista invitado), por lo tanto ingresan directamente al cuadro principal (WC):
- Lucas Gómez
- Hans Hach Verdugo
- Tigre Hank
- Luis Patiño

Los siguientes jugadores ingresan al cuadro principal tras disputar el cuadro clasificatorio (Q):
- Marinko Matosevic
- Andrés Molteni
- Stefano Napolitano
- Agustín Velotti

## Campeones

### Individual Masculino
- Eduardo Struvay derrotó en la final a  Pedja Krstin, 4-6, 6-4, 6-4

### Dobles Masculino
- Marcus Daniell /  Artem Sitak derrotaron en la final a  Santiago González /  Mate Pavić, 3–6, 6–2, [12–10]